# The Price of Silence (film 1914)
The Price of Silence è un cortometraggio muto del 1914 diretto da Kenean Buel e interpretato da Alice Joyce e Guy Coombs.

## Trama
Trama completa e critica su Stanford University

## Produzione
Il film fu prodotto dalla Kalem Company.

## Distribuzione
Il film venne distribuito nelle sale il 7 dicembre 1914 dalla General Film Company.